# Lydia Dean Pilcher
Lydia Dean Pilcher (* vor 1983) ist eine US-amerikanische Filmproduzentin, die für einen Oscar nominiert wurde. Pilcher ist Gründerin von Cine Mosaic, einer Produktionsfirma mit Sitz in New York.

## Leben
Nachdem Pilcher an der New York University – Hochschulinstitut für Film und Fernsehen – ihren Master of Fine Arts (M.F.A.) gemacht hatte, startete sie ihre Karriere bei Film und Fernsehen 1983 mit Dokumentarfilmen. Ihr Arbeitsfeld erstreckte sich sukzessive auch auf die Mitarbeit an Spielfilmen, wie beispielsweise Martin Scorseses Kriminalkomödie Die Zeit nach Mitternacht (After Hours, 1985), Robert Mandels F/X – Tödliche Tricks (1986), Bertrand Taverniers Um Mitternacht (Round Midnight, 1986), John Hughes’ Ein Ticket für Zwei (Planes, Trains & Automobiles, 1987), Alan Parkers Mississippi Burning – Die Wurzel des Hasses (1988) und Robert Redfords Quiz Show (1994).
Im Jahr 2002 gründete Pilcher die Produktionsfirma Cine Mosaic, die sich der Produktion von Spielfilmen verschrieb, deren Fokus sich auf unterhaltsame Geschichten richtete, die sich für soziale, kulturelle und politische Vielfältigkeit einsetzen sollen. Für den Fernsehfilm Eine Frage der Liebe (Normal, 2003) mit Jessica Lange und Tom Wilkinson wurde Pilcher als ausführende Produzentin für einen Emmy Award, Golden Globe und Producer’s Guild Award nominiert. Für den dokumentarischer Spielfilm der deutschen Regisseurin Katja von Garnier Alice Paul – Der Weg ins Licht (Iron Jawed Angels, 2004) erfolgte 2005 erneut eine Nominierung für den Golden Globe.
Für das Filmdrama Ein Leben für den Tod (You Don’t Know Jack) wurde Pilcher 2010 für den Emmy, den Golden Globe und den PGA Award nominiert. Der Film befasst sich mit dem Thema Sterbehilfe, für die der von Al Pacino gespielte Pathologe Dr. Jack Kevorkian einen Kreuzzug startet. Weitere wichtige Filme Pilchers sind Amelia (2009) mit Hilary Swank, die die berühmte Flugpionierin Amelia Earhart verkörpert, Darjeeling Limited (2007) von Wes Anderson und das amerikanisch-indische Filmdrama Namesake – Zwei Welten, eine Reise (2006), ein Film der auf dem Roman The Namesake (deutsch Der Namensvetter) der Pulitzerpreisträgerin Jhumpa Lahiri beruht.
Bei dem Politthriller The Reluctant Fundamentalist (2013) von Mira Nair, basierend auf Mohsin Hamids gleichnamiger Romanvorlage, lag die Produktion ebenfalls bei Pilcher. Die Hauptrollen sind besetzt mit Riz Ahmed, Kate Hudson, Liev Schreiber und Kiefer Sutherland. Der indische Kinofilm Lunchbox (2013), eine Cine Mosaic-Produktion, wurde mit dem Publikumspreis „Grand Rail D’Or“ der Semaine de la critique beim Cannes Filmfestival 2013 ausgezeichnet. 2014 erhielt Pilcher zusammen mit Zachary Heinzerling eine Oscar-Nominierung in der Kategorie „Bester Dokumentarfilm“ für die Dokumentation Cutie and the Boxer. Der Oscar ging jedoch an Morgan Neville, Gil Friesen und Caitrin Rogers und den Film 20 Feet from Stardom.
Pilcher ist Gründerin und Vorsitzende der PGA Green, einem Komitee der Producers Guild of America, die sich für Nachhaltigkeit in der Unterhaltungsindustrie einsetzt und Unterstützung erfährt von Disney, DreamWorks SKG, 20th Century Fox, NBCUniversal, Paramount Pictures, Sony Pictures Entertainment und Warner Bros. Sie ist auch Mitglied von The Climate Reality Project, einer Organisation, die sich für den Aufbau einer globalen Klimaschutzbewegung engagiert und von Al Gore gegründet wurde. Pilcher tritt außerdem immer wieder als Sprecherin oder Diskussionsteilnehmerin bei diversen öffentlichen Filmveranstaltungen auf, so beispielsweise bei der Berlinale, dem Toronto International Film Festival oder dem Woodstock Film Festival.
2021 wurde sie als Jurymitglied für das 37. Sundance Film Festival berufen.

## Filmografie (Auswahl)
- 1984: Mixed Blood – Die Ratten von Harlem
- 1985: Die Zeit nach Mitternacht (After Hours)
- 1986: F/X – Tödliche Tricks
- 1986: Um Mitternacht (Round Midnight)
- 1987: Ein Ticket für Zwei (Planes, Trains & Automobiles)
- 1988: Mississippi Burning – Die Wurzel des Hasses
- 1988: Killing Girls
- 1989: Einsamkeit und Mord (The Kill-Off)
- 1989: Freundschaft fürs Leben (Longtime Companion)
- 1994: Quiz Show
- 1995: The Perez Family
- 1996: Kama Sutra: A Tale of Love
- 1997: Chinese Box
- 1999: Das schwankende Schiff (Cradle Will Rock)
- 1999: Der talentierte Mr. Ripley (The Talented Mr. Ripley)
- 2000: Eine Liebe in Brooklyn (Disappearing Acts)
- 2002: 11′09″01 – September 11 (Episodenfilm)
- 2002: Hysterical Blindness
- 2003: Eine Frage der Liebe (Normal, Fernsehfilm)
- 2004: Alice Paul – Der Weg ins Licht (Iron Jawed Angels)
- 2004: Vanity Fair – Jahrmarkt der Eitelkeit (Vanity Fair)
- 2006: Namesake – Zwei Welten, eine Reise (The Namesake)
- 2007: Darjeeling Limited
- 2009: Amelia
- 2010: Ein Leben für den Tod (You Don’t Know Jack, Fernsehfilm)
- 2012: The Reluctant Fundamentalist
- 2013: Cutie and the Boxer (Dokumentarfilm)
- 2013: Lunchbox (Dabba)
- 2014: The Sisterhood of Night
- 2014: Here One Minute
- 2016: Queen of Katwe
- 2019: Spion aus Berufung (Liberté: A Call to Spy)

## Auszeichnungen (Auswahl)
- 2001: Nominierung für den Black Reel Award mit Eine Liebe in Brooklyn (Disappearing Acts)
- 2003: Nominierung für den Primetime Emmy mit Eine Frage der Liebe (Normal)
- 2004: Nominierung für den PGA Award mit Eine Frage der Liebe (Normal)
- 2007: Nominierung für den Gotham Award mit Namesake – Zwei Welten, eine Reise („Bester Film“)
- 2010: Nominierung für den Satellite Award mit Ein Leben für den Tod (You Don’t Know Jack)
- 2010: Nominierung für den Primetime Emmy mit Ein Leben für den Tod (You Don’t Know Jack)
- 2011: Nominierung für den Critics’ Choice Movie Award mit Ein Leben für den Tod (You Don’t Know Jack)
- 2011: Nominierung für den Banff Rockie Award mit Ein Leben für den Tod (You Don’t Know Jack)
- 2011: Nominierung für den PGA Award mit Ein Leben für den Tod (You Don’t Know Jack)
- 2014: Oscarnominierung für Cutie and the Boxer
- 2014: Nominierung für den Cinema Eye Honors Award mit Cutie and the Boxer